# Filmjahr 1953
Liste der Filmjahre

◄◄ | ◄ | 1949 | 1950 | 1951 | 1952 | Filmjahr 1953 | 1954 | 1955 | 1956 | 1957 | ► | ►►

Weitere Ereignisse

## Ereignisse
- 21. Januar: Mit ihrer Version von Peter und der Wolf geht im deutschen Fernsehen erstmals die Augsburger Puppenkiste auf Sendung.
- 25. Februar: In Frankreich hat der Film Les Vacances de Monsieur Hulot von Jacques Tati Premiere.
- 19. März: Die Oscar-Verleihung wird zum ersten Mal im Fernsehen in den Vereinigten Staaten und in Kanada übertragen. Bob Hope fungiert als Moderator auf der Bühne.
- 10. April: In den Vereinigten Staaten bringt Warner Bros. seinen ersten 3D-Film House of Wax (deutscher Titel: Das Kabinett des Professor Bondi) in die Kinos.
- 22. April: Bei den Internationalen Filmfestspielen von Cannes hat der Spielfilm Le Salaire de la peur (Lohn der Angst) von Henri-Georges Clouzot mit Yves Montand, Véra Clouzot und Peter van Eyck Premiere.
- 16. September: In den USA erfolgt die Uraufführung des Monumentalfilms Das Gewand von Henry Koster, des ersten Films, der im Cinemascope-Verfahren gedreht wurde.

## Erfolgreichste Filme

### Top 10 in den USA
Die zehn erfolgreichsten Filme an den US-amerikanischen Kinokassen nach Einspielergebnis.
| Platz | Filmtitel                  | Einspielergebnis in US-Dollar |       |
| ----- | -------------------------- | ----------------------------- | ----- |
| 1.    | The Robe                   | 17.500.000                    | [ 1 ] |
| 2.    | From Here to Eternity      | 12.200.000                    | [ 1 ] |
| 3.    | Shane                      | 8.000.000                     | [ 1 ] |
| 4.    | How to Marry a Millionaire | 7.300.000                     | [ 1 ] |
| 5.    | Peter Pan                  | 6.000.000                     | [ 1 ] |
| 6.    | House of Wax               | 5.500.000                     | [ 2 ] |
| 7.    | Gentlemen Prefer Blondes   | 5.100.000                     | [ 1 ] |
| 8.    | Salome                     | 4.750.000                     | [ 2 ] |
| 9.    | Mogambo                    | 4.576.000                     | [ 3 ] |
| 10.   | Knights of the Round Table | 4.518.000                     | [ 3 ] |

## Filmpreise

### Golden Globe Award
Am 26. Februar werden im Ambassador Hotel in Los Angeles die Golden Globe verliehen.
- Bestes Drama: Die größte Schau der Welt von Cecil B. DeMille
- Bestes Musical: Mit einem Lied im Herzen von Walter Lang
- Bester Schauspieler (Drama): Gary Cooper in Zwölf Uhr mittags
- Beste Schauspielerin (Drama): Shirley Booth in Kehr zurück, kleine Sheba
- Bester Schauspieler (Musical/Komödie): Donald O’Connor in Singin’ in the Rain
- Beste Schauspielerin (Musical/Komödie): Susan Hayward in Mit einem Lied im Herzen
- Bester Nebendarsteller: Millard Mitchell in My Six Convicts
- Beste Nebendarstellerin: Katy Jurado in Zwölf Uhr mittags
- Bester Regisseur: Cecil B. DeMille für Die größte Schau der Welt
- Cecil B. DeMille Award: Walt Disney

### Academy Awards
Die Oscarverleihung findet am 19. März im RKO Pantages Theatre in Los Angeles statt. Moderator ist Bob Hope.
- Bester Film: Die größte Schau der Welt von Cecil B. DeMille
- Bester Hauptdarsteller: Gary Cooper in Zwölf Uhr mittags
- Beste Hauptdarstellerin: Shirley Booth in Kehr zurück, kleine Sheba
- Bester Regisseur: John Ford für Der Sieger
- Bester Nebendarsteller: Anthony Quinn in Viva Zapata!
- Beste Nebendarstellerin: Gloria Grahame in Stadt der Illusionen
- Beste Schwarz-Weiss Kamera: Robert Surtees für Stadt der Illusionen
- Bester Song: Dimitri Tiomkin und Ned Washington für Do not forsake me, oh my darling aus Zwölf Uhr mittags
- Beste Musik: Dimitri Tiomkin für Zwölf Uhr mittags
- Irving G. Thalberg Memorial Award: Cecil B. DeMille

Vollständige Liste der Preisträger

### Filmfestspiele von Venedig
Das Festival findet vom 20. August bis zum 4. September statt. Die Jury vergibt in diesem keinen Goldenen Löwen und darüber hinaus folgende Preise:
- Bester Schauspieler: Henri Vilbert in Le bon Dieu sans confession
- Beste Schauspielerin: Lilli Palmer in Das Himmelbett

### Internationale Filmfestspiele von Cannes 1953
Das Festival in Cannes findet vom 15. April bis zum 29. April statt. Jean Cocteau ist der Präsident der Jury, die folgende Preise vergibt:
- Großer Preis der Jury: Lohn der Angst von Henri-Georges Clouzot
- Bestes Drama: Kehr zurück, kleine Sheba von Daniel Mann
- Bester Abenteuerfilm: O Cangaceiro von Lima Barreto
- Bester Unterhaltungsfilm: Lili von Charles Walters

### Deutscher Filmpreis
- Bester Film: Nachts auf den Straßen
- Beste Regie: Rudolf Jugert (Nachts auf den Straßen)

### British Film Academy Award
- Bester Film: Der unbekannte Feind von David Lean
- Bester britischer Darsteller: Ralph Richardson für Der unbekannte Feind
- Bester ausländischer Darsteller: Marlon Brando für Viva Zapata!
- Beste britische Darstellerin: Vivien Leigh für Endstation Sehnsucht
- Beste ausländische Darstellerin: Simone Signoret für Goldhelm

### New York Film Critics Circle Award
- Bester Film: Verdammt in alle Ewigkeit von Fred Zinnemann
- Beste Regie: Fred Zinnemann für Verdammt in alle Ewigkeit
- Bester Hauptdarsteller: Burt Lancaster in Verdammt in alle Ewigkeit
- Beste Hauptdarstellerin: Audrey Hepburn in Ein Herz und eine Krone
- Bester ausländischer Film: Schwurgericht von André Cayatte

### National Board of Review
- Bester Film: Julius Caesar von Joseph L. Mankiewicz
- Beste Regie: George Stevens für Mein großer Freund Shane
- Bester Hauptdarsteller: James Mason in Julius Caesar, Die Wüstenratten, Gefährlicher Urlaub und Face to Face
- Beste Hauptdarstellerin: Jean Simmons in Das Gewand, Theaterfieber und Die Thronfolgerin
- Bester ausländischer Film: Eine Königin wird gekrönt von Castleton Knight

### Weitere Filmpreise und Auszeichnungen
- Directors Guild of America Award: John Ford für Der Sieger, Cecil B. DeMille (Lebenswerk)
- Louis-Delluc-Preis: Die Ferien des Monsieur Hulot von Jacques Tati
- Photoplay Award: Verdammt in alle Ewigkeit von Fred Zinnemann (Bester Film), Alan Ladd (populärster männlicher Star), Marilyn Monroe (populärster weiblicher Star)
- Writers Guild of America Award: Singin’ in the Rain (Bestes Musical), Zwölf Uhr mittags (Bestes Drama), Der Sieger (Beste Komödie)

## Geburtstage

### Januar bis März
Januar

Mary Steenburgen (* 8. Februar)

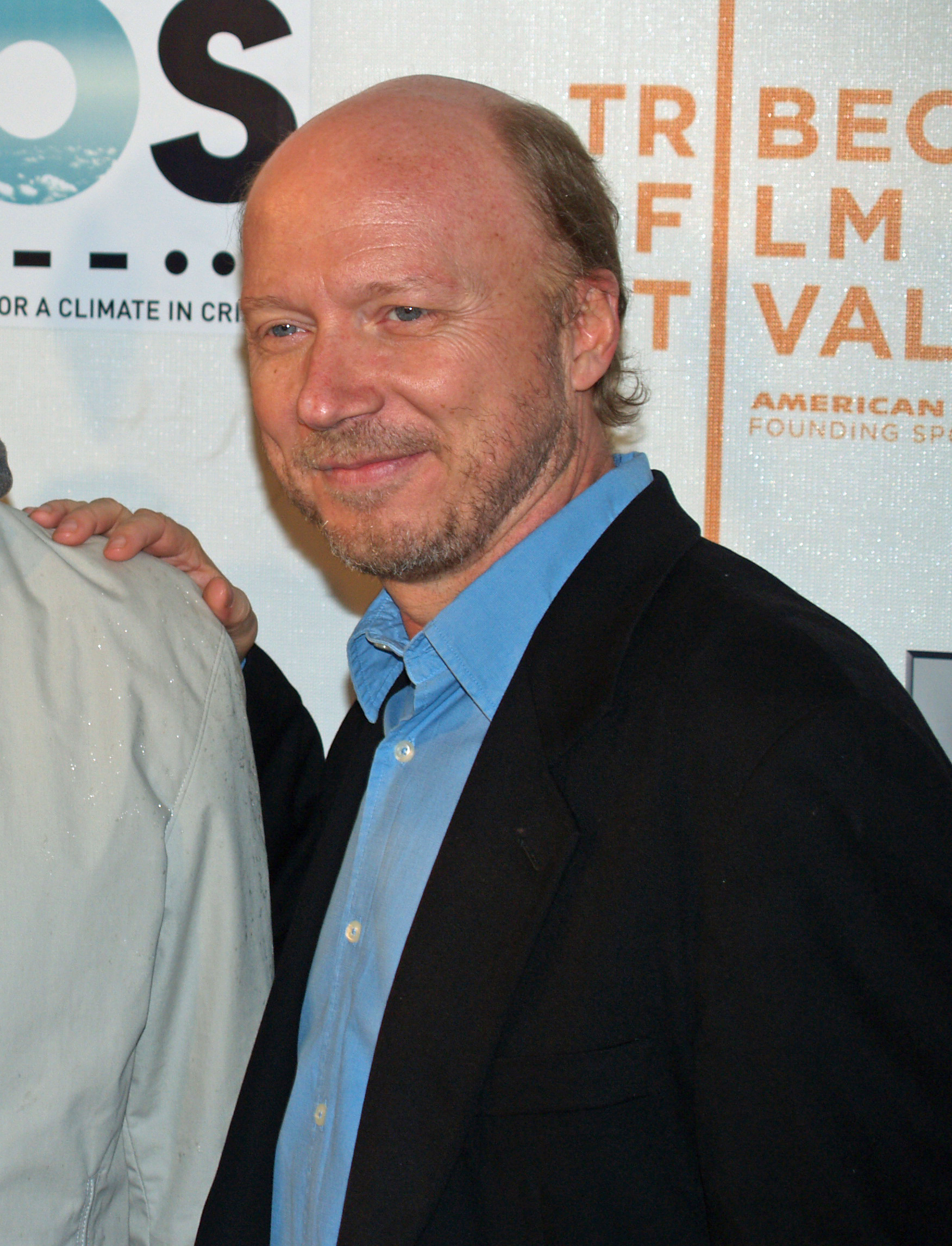
Paul Haggis (* 10. März)

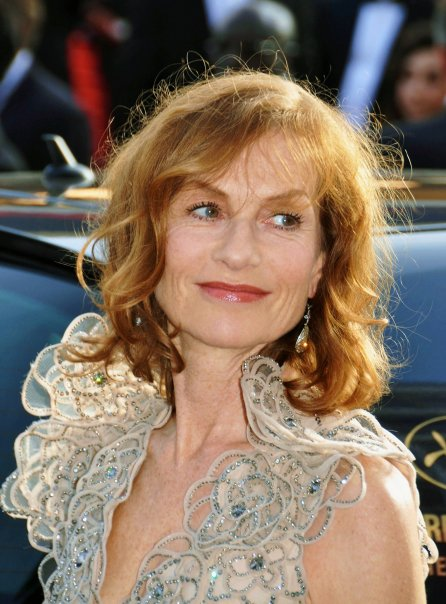
Isabelle Huppert (* 16. März)

- 01. Januar: Roland Mesmer, deutscher Produzent († 2015)
- 01. Januar: Mary Sweeney, US-amerikanische Filmeditorin und Produzentin
- 11. Januar: John Sessions, britischer Schauspieler († 2020)
- 12. Januar: Mary Harron, US-amerikanische Regisseurin
- 14. Januar: Wolfgang Böck, österreichischer Schauspieler
- 22. Januar: Jim Jarmusch, US-amerikanischer Regisseur
- 28. Januar: Richard Anconina, französischer Schauspieler
- 30. Januar: Steven Zaillian, US-amerikanischer Drehbuchautor und Regisseur

Februar
- 04. Februar: Udayan Prasad, britischer Regisseur
- 08. Februar: Mary Steenburgen, US-amerikanische Schauspielerin
- 09. Februar: Ciarán Hinds, irischer Schauspieler
- 12. Februar: Jan Kidawa-Błoński, polnischer Regisseur und Produzent
- 17. Februar: Alar Kivilo, kanadischer Kameramann
- 21. Februar: Christine Ebersole, US-amerikanische Schauspielerin
- 21. Februar: William Petersen, US-amerikanischer Schauspieler
- 22. Februar: Gary Chang, US-amerikanischer Komponist
- 24. Februar: rosalie, deutsche Kostüm- und Szenenbildnerin († 2017)
- 27. Februar: Yolande Moreau, belgische Komödiantin und Schauspielerin

März
- 02. März: Lucio Gaudino, italienischer Regisseur und Drehbuchautor
- 03. März: Terry Markwell, US-amerikanische Schauspielerin
- 04. März: Kay Lenz, US-amerikanische Schauspielerin
- 05. März: Marcelo Piñeyro, argentinischer Regisseur, Drehbuchautor und Produzent
- 06. März: Jacklyn Zeman, US-amerikanische Schauspielerin († 2023)
- 09. März: Anna Henkel-Grönemeyer, deutsche Schauspielerin († 1998)
- 10. März: Paul Haggis, kanadischer Regisseur, Drehbuchautor und Produzent
- 13. März: Deborah Raffin, US-amerikanische Schauspielerin († 2012)
- 16. März: Isabelle Huppert, französische Schauspielerin
- 24. März: Louie Anderson, US-amerikanischer Komiker, Schauspieler und Autor († 2022)
- 25. März: Mary Gross, US-amerikanische Schauspielerin

### April bis Juni
April

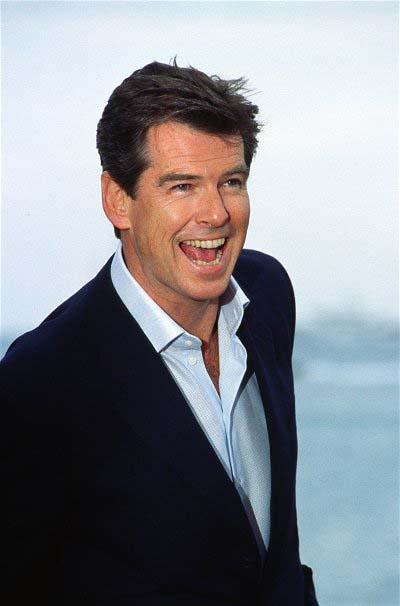
Pierce Brosnan (* 16. Mai)

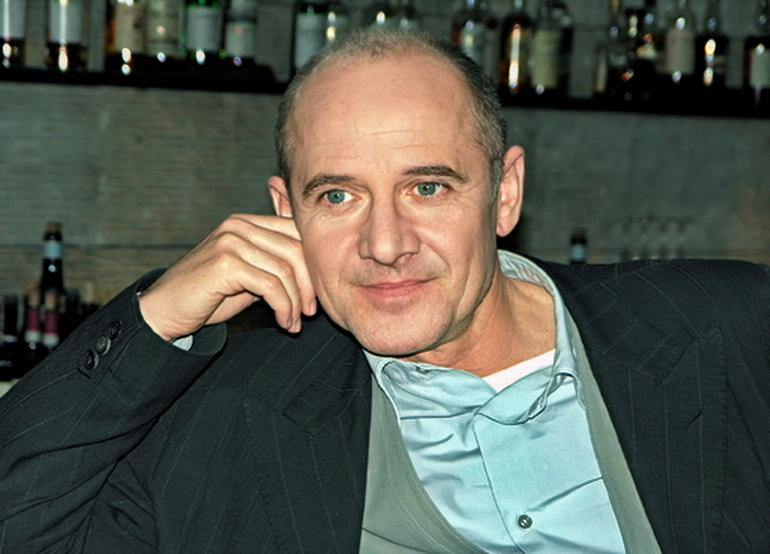
Ulrich Mühe (* 20. Juni)

- 01. April: Barry Sonnenfeld, US-amerikanischer Regisseur und Produzent
- 02. April: Krzysztof Krauze, polnischer Regisseur und Drehbuchautor († 2014)
- 10. April: Heiner Lauterbach, deutscher Schauspieler
- 11. April: Udo Schenk, deutscher Schauspieler und Synchronsprecher
- 11. April: Amy Van Nostrand, US-amerikanische Schauspielerin
- 16. April: Cæcilia Holbek Trier, dänische Schauspielerin, Regisseurin und Drehbuchautorin († 2023)
- 18. April: Rick Moranis, kanadischer Schauspieler
- 23. April: James Russo, US-amerikanischer Schauspieler
- 24. April: Eric Bogosian, US-amerikanischer Schauspieler
- 27. April: Arielle Dombasle, französische Schauspielerin
- 29. April: Jan A. P. Kaczmarek, polnischer Komponist († 2024)

Mai
- 01. Mai: Joanna Szczepkowska, polnische Schauspielerin
- 01. Mai: Kurt Wagner, deutscher Drehbuchautor und Schauspieler († 2023)
- 05. Mai: Don E. FauntLeRoy, US-amerikanischer Kameramann und Regisseur
- 06. Mai: Lynn Whitfield, US-amerikanische Schauspielerin
- 07. Mai: Joshua Sinclair, US-amerikanischer Regisseur
- 11. Mai: Kiti Manver, spanische Schauspielerin
- 15. Mai: Cleavant Derricks, US-amerikanischer Schauspieler
- 16. Mai: Pierce Brosnan, irischer Schauspieler
- 17. Mai: Gérard Krawczyk, französischer Regisseur
- 24. Mai: Alfred Molina, britischer Schauspieler
- 30. Mai: Colm Meaney, irischer Schauspieler

Juni
- 01. Juni: Joseph Merhi, Regisseur und Produzent
- 03. Juni: John Moulder-Brown, britischer Schauspieler
- 05. Juni: Kathleen Kennedy, US-amerikanische Produzentin
- 07. Juni: Colleen Camp, US-amerikanische Schauspielerin
- 07. Juni: Libuše Šafránková, tschechische Schauspielerin († 2021)
- 13. Juni: Tim Allen, US-amerikanischer Schauspieler
- 14. Juni: Hanna Laslo, israelische Kabarettistin, Komödiantin und Schauspielerin
- 16. Juni: Valerie Mahaffey, US-amerikanische Schauspielerin († 2025)
- 19. Juni: Ken Davitian, US-amerikanischer Schauspieler
- 20. Juni: Ulrich Mühe, deutscher Schauspieler († 2007)
- 23. Juni: Russell Mulcahy, australischer Regisseur
- 25. Juni: Udo Samel, deutscher Schauspieler
- 26. Juni: Robert Davi, US-amerikanischer Schauspieler

### Juli bis September
Juli

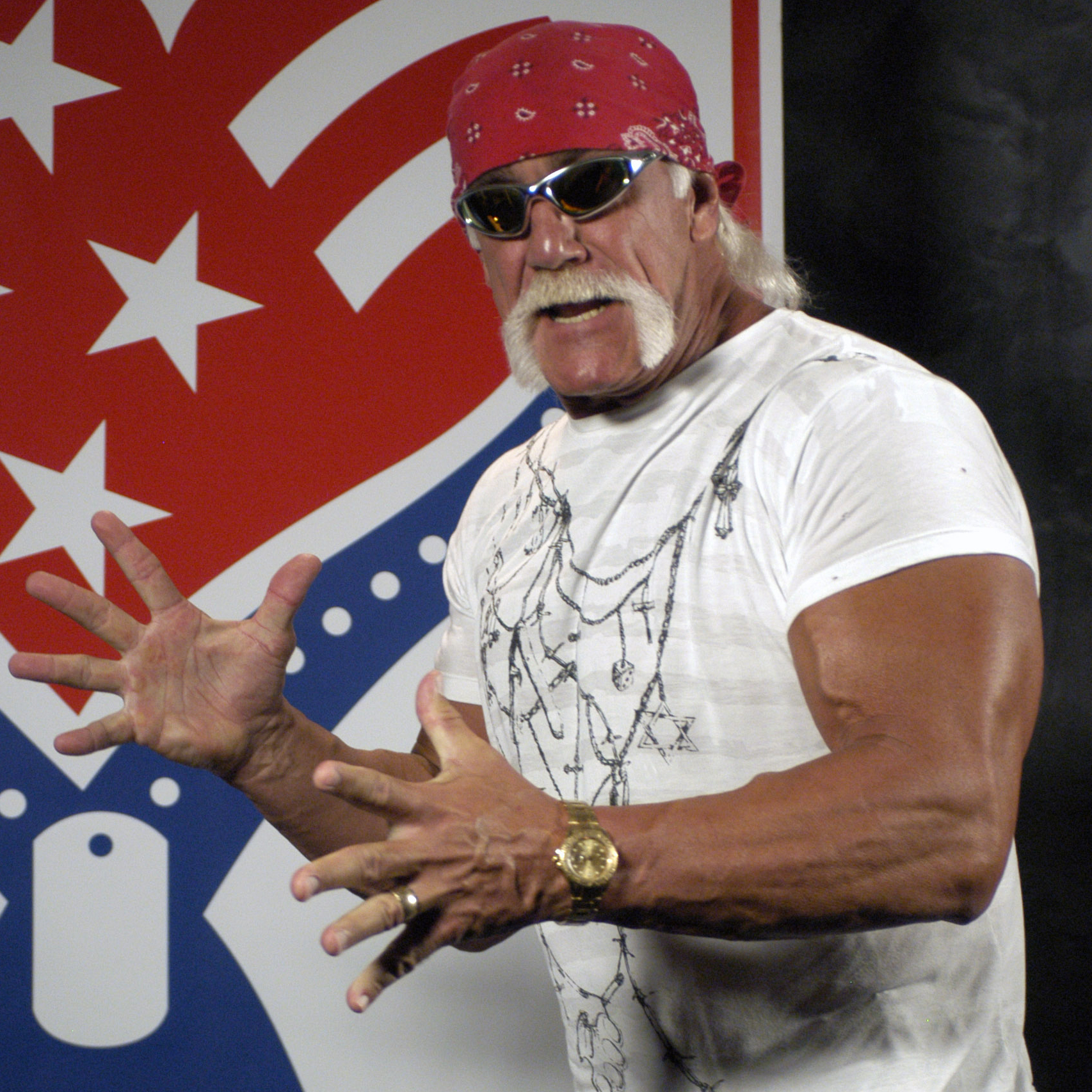
Hulk Hogan (* 11. August)

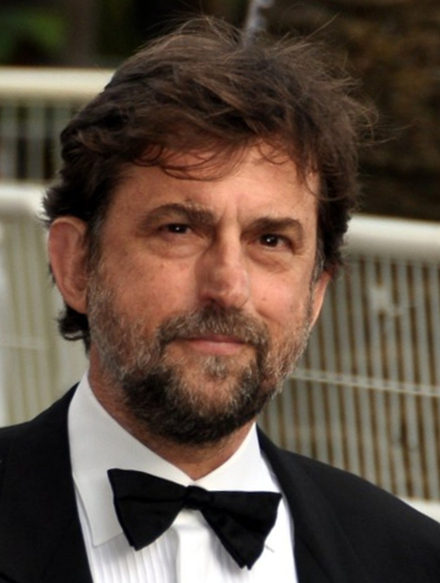
Nanni Moretti (* 19. August)

- 01. Juli: David Gulpilil, australischer Schauspieler († 2021)
- 01. Juli: Peter Faerber, österreichischer Schauspieler und Synchronsprecher
- 08. Juli: Zachi Noy, israelischer Schauspieler
- 10. Juli: Nancy Frangione, US-amerikanische Schauspielerin († 2023)
- 22. Juli: Sylvia Chang, taiwanische Schauspielerin und Regisseurin
- 23. Juli: Gavin Bocquet, britischer Szenenbildner
- 23. Juli: Michael Kind, deutscher Schauspieler
- 29. Juli: Ken Burns, US-amerikanischer Dokumentarfilmer
- 31. Juli: Trond Brænne, norwegischer Schauspieler († 2013)
- 31. Juli: James Read, US-amerikanischer Schauspieler

August
- 02. August: Butch Patrick, US-amerikanischer Schauspieler
- 11. August: Hulk Hogan, US-amerikanischer Wrestler und Schauspieler († 2025)
- 14. August: Tom DiCillo, US-amerikanischer Kameramann und Regisseur
- 14. August: James Horner, US-amerikanischer Komponist
- 16. August: Kathie Lee Gifford, US-amerikanische Schauspielerin und Moderatorin
- 18. August: Sergio Castellitto, italienischer Schauspieler und Regisseur
- 19. August: Nanni Moretti, italienischer Regisseur, Produzent und Schauspieler
- 20. August: Peter Horton, US-amerikanischer Schauspieler
- 27. August: Peter Stormare, schwedischer Schauspieler

September
- 03. September: Jean-Pierre Jeunet, französischer Regisseur
- 06. September: Anne Lockhart, US-amerikanische Schauspielerin
- 06. September: Patti Yasutake, US-amerikanische Film- und Fernsehschauspielerin († 2024)
- 10. September: Amy Irving, US-amerikanische Schauspielerin
- 11. September: Jenny Gago, US-amerikanische Schauspielerin
- 13. September: Taryn Power, US-amerikanische Schauspielerin († 2020)
- 16. September: Kurt Fuller, US-amerikanischer Schauspieler
- 18. September: Anna Levine, US-amerikanische Schauspielerin
- 19. September: Grażyna Szapołowska, polnische Schauspielerin
- 22. September: Eckhard Heise, deutscher Schauspieler
- 29. September: Jean-Claude Lauzon, kanadischer Regisseur († 1997)

### Oktober bis Dezember
Oktober

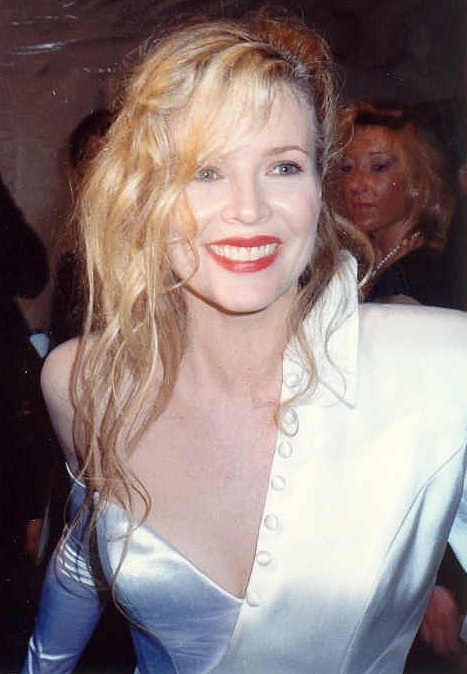
Kim Basinger (* 8. Dezember)

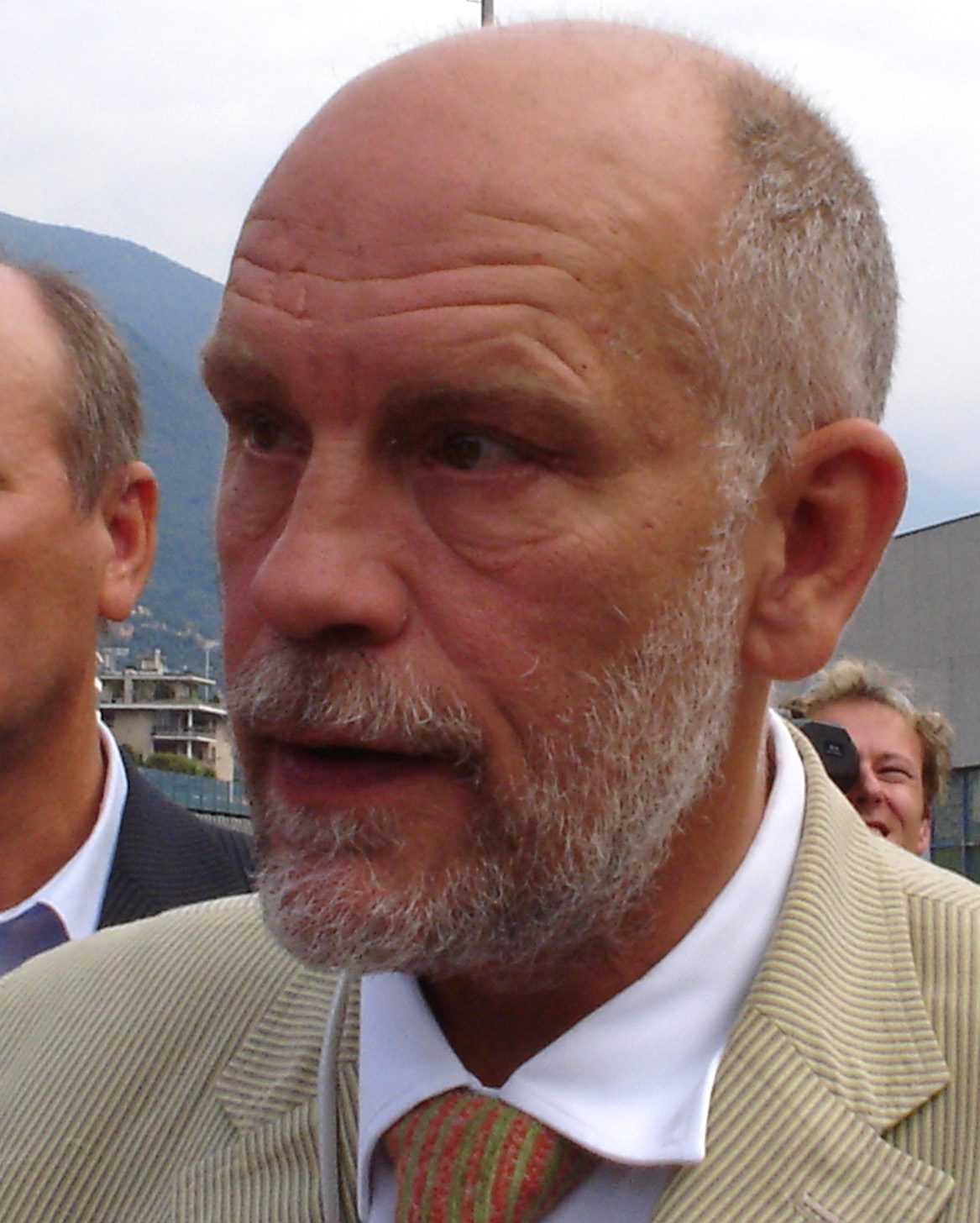
John Malkovich (* 9. Dezember)

- 04. Oktober: Tchéky Karyo, französischer Schauspieler
- 09. Oktober: Tony Shalhoub, US-amerikanischer Schauspieler
- 11. Oktober: David Morse, US-amerikanischer Schauspieler
- 14. Oktober: Greg Evigan, US-amerikanischer Schauspieler
- 15. Oktober: Larry Miller, US-amerikanischer Schauspieler
- 16. Oktober: Dietrich Adam, deutscher Schauspieler († 2020)
- 20. Oktober: Bill Nunn, US-amerikanischer Schauspieler
- 21. Oktober: Eleonora Giorgi, italienische Schauspielerin († 2025)
- 26. Oktober: Maureen Teefy, US-amerikanische Schauspielerin
- 27. Oktober: Peter Firth, britischer Schauspieler
- 27. Oktober: Robert Picardo, US-amerikanischer Schauspieler
- 29. Oktober: Chris Lebenzon, US-amerikanischer Filmeditor
- 30. Oktober: Charles Martin Smith, US-amerikanischer Schauspieler

November
- 03. November: Kate Capshaw, US-amerikanische Schauspielerin
- 03. November: Rebecca Gilling, australische Schauspielerin
- 03. November: Dennis Miller, US-amerikanischer Schauspieler
- 06. November: Ron Underwood, US-amerikanischer Regisseur
- 07. November: Ottfried Fischer, deutscher Schauspieler und Kabarettist
- 08. November: John Musker, US-amerikanischer Zeichentrickfilmregisseur
- 13. November: Frances Conroy, US-amerikanische Schauspielerin
- 13. November: Tracy Scoggins, US-amerikanische Schauspielerin
- 14. November: Ludwig Dornauer, österreichischer Schauspieler
- 18. November: Kevin Nealon, US-amerikanischer Schauspieler
- 19. November: Robert Beltran, US-amerikanischer Schauspieler
- 23. November: Waldemar Krzystek, polnischer Regisseur und Drehbuchautor
- 24. November: Glenn Withrow, US-amerikanischer Schauspieler
- 25. November: James Hayden, US-amerikanischer Schauspieler († 1983)
- 26. November: Giuliana Gamba, italienische Regisseurin
- 26. November: Julien Temple, britischer Regisseur
- 27. November: Karl Ferdinand Kratzl, österreichischer Schauspieler
- 29. November: Christine Pascal, französische Schauspielerin († 1996)
- 30. November: Steve James, US-amerikanischer Regisseur

Dezember
- 03. Dezember: Robert Guédiguian, französischer Regisseur
- 06. Dezember: Gina Hecht, US-amerikanische Schauspielerin
- 06. Dezember: Tom Hulce, US-amerikanischer Schauspieler
- 08. Dezember: Kim Basinger, US-amerikanische Schauspielerin
- 09. Dezember: John Malkovich, US-amerikanischer Schauspieler
- 11. Dezember: Bess Armstrong, US-amerikanische Schauspielerin
- 17. Dezember: Sally Menke, US-amerikanische Filmeditorin († 2010)
- 17. Dezember: Bill Pullman, US-amerikanischer Schauspieler
- 22. Dezember: Gregor Fisher, britischer Schauspieler
- 24. Dezember: Timothy Carhart, US-amerikanischer Schauspieler
- 25. Dezember: Uwe Jellinek, deutscher Synchronsprecher und Schauspieler († 2023)
- 28. Dezember: James Foley, US-amerikanischer Regisseur († 2025)
- 31. Dezember: Jane Badler, US-amerikanische Schauspielerin
- 31. Dezember: James Remar, US-amerikanischer Schauspieler

### Datum unbekannt
- John Stahl, britischer Schauspieler († 2022)

## Verstorbene

### Januar bis Juni
- 11. Januar: Gordon Jennings, US-amerikanischer Kameramann (* 1896)
- 30. Januar: Lionel Belmore, britischer Schauspieler
- 02. Februar: Alan Curtis, US-amerikanischer Schauspieler (* 1909)
- 09. Februar: Cecil Hepworth, britischer Regisseur (* 1874)
- 12. Februar: Carl Froelich, deutscher Regisseur (* 1875)
- 05. März: Herman J. Mankiewicz, US-amerikanischer Drehbuchautor (* 1897)
- 30. März: Bert Bailey, australischer Schauspieler und Schriftsteller (* 1868)
- 02. April: Jean Epstein, polnisch-französischer Regisseur (* 1897)
- 29. April: Alice Prin, französische Sängerin, Schauspielerin und Modell (* 1901)
- 11. Mai: Margarete Kupfer, deutsche Schauspielerin (* 1881)
- 30. Mai: George Barnes, US-amerikanischer Kameramann (* 1892)
- 30. Mai: Dooley Wilson, US-amerikanischer Schauspieler (* 1886)
- 04. Juni: Hans Martin Cremer, deutscher Schriftsteller, Komponist, Liedtexter und Drehbuchautor (* 1890)
- 05. Juni: Roland Young, US-amerikanischer Schauspieler (* 1887)
- 11. Juni: Marcel Herrand, französischer Schauspieler (* 1897)
- 27. Juni: Chris-Pin Martin, US-amerikanischer Schauspieler (* 1893)
- 30. Juni: Wsewolod Pudowkin, russischer Regisseur (* 1893)

### Juli bis Dezember
- 03. Juli: Irving Reis, US-amerikanischer Filmregisseur und Drehbuchautor (* 1906)
- 26. Juli: Clyde De Vinna, US-amerikanischer Kameramann (* 1890)
- 28. Juli: Mime Misu, rumänischer Schauspieler, Drehbuchautor und Regisseur (* 1888)
- 13. August: Paul Kemp, deutscher Schauspieler (* 1896)
- 05. September: Francis Ford, US-amerikanischer Drehbuchautor und Schauspieler (* 1881)
- 12. September: Lewis Stone, US-amerikanischer Schauspieler (* 1879)
- 19. September: Jacob Fleck, österreichischer Drehbuchautor, Regisseur und Produzent (* 1881)
- 24. September: Berthold Viertel, österreichischer Regisseur (* 1885)
- 25. September: Ernő Metzner, ungarischer Szenenbildner und Regisseur (* 1892)
- 06. Oktober: Porter Hall, US-amerikanischer Schauspieler (* 1888)
- 08. Oktober: Nigel Bruce, britischer Schauspieler (* 1895)
- 09. Oktober: James Finlayson, britisch-amerikanischer Schauspieler (* 1887)
- 14. Oktober: Arthur Wimperis, britischer Drehbuchautor (* 1874)
- 25. Oktober: Robert G. Vignola, US-amerikanischer Schauspieler, Drehbuchautor und Regisseur (* 1882)
- 12. November: Gregor Rabinowitsch, ukrainischer Produzent (* 1887)
- 24. November: George K. Spoor, US-amerikanischer Filmpionier (* 1872)
- 27. November: Eugene O’Neill, US-amerikanischer Dramatiker (* 1888)
- 29. November: Alphons Fryland, österreichischer Schauspieler (* 1888)
- 29. November: Sam De Grasse, kanadischer Schauspieler (* 1875)
- 02. Dezember: Willi Kaiser-Heyl, deutscher Schauspieler (* 1876)
- 05. Dezember: Jorge Negrete, mexikanischer Sänger und Schauspieler (* 1911)
- 30. Dezember: Heinrich Haas, österreichischer Produzent (* 1890)